# Mitigeur thermostatique
 (janvier 2013).
Si vous disposez d'ouvrages ou d'articles de référence ou si vous connaissez des sites web de qualité traitant du thème abordé ici, merci de compléter l'article en donnant les références utiles à sa vérifiabilité et en les liant à la section « Notes et références ».

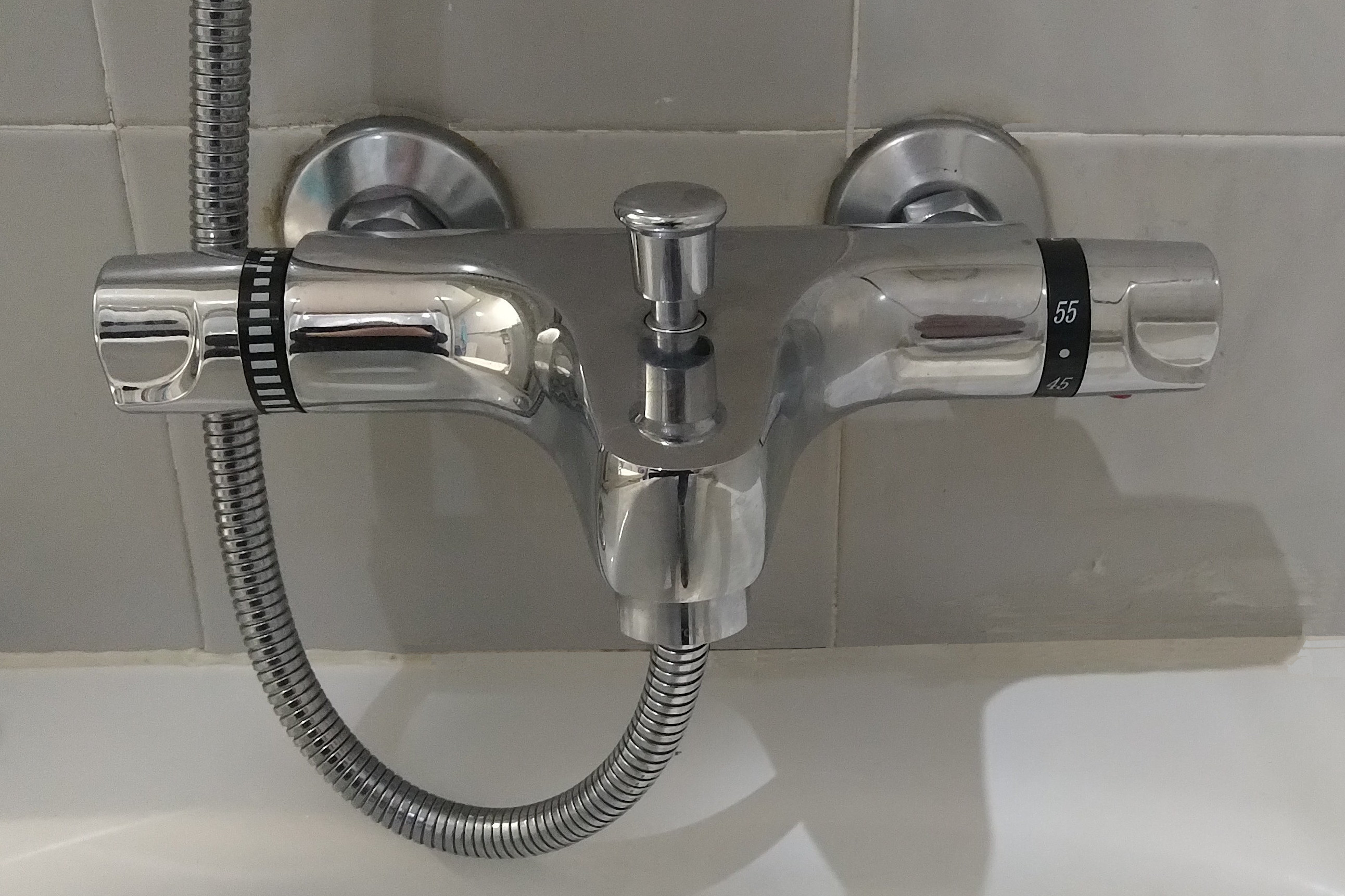
Mitigeur thermostatique de baignoire. Le réglage de la température se fait par le biais d'une des deux bagues de contrôle.

Le mitigeur thermostatique est un appareil équipant les installations d’eau chaude sanitaire. Comme la vanne thermostatique, il réalise une action sur les débits en fonction d’une température désirée.

## Fonctionnement
Ce système permet de délivrer de l’eau à une température constante choisie et ce quelles que soient les variations de débit. La température désirée est obtenue en mélangeant :
- de l'eau chaude alimentée par un circuit 1 à température T1 ;
- de l'eau froide alimentée par un circuit 2 à température T2.

Où T1 > T2. 
Un organe de régulation fait varier les débits des deux circuits afin d'obtenir un mélange à température TM tel que T2<TM<T1.
QM = Q1 + Q2
TM x QM = T1 x Q1 + T2 x Q2
Où :
- Q1, débit du circuit 1 ;
- Q2, débit du circuit 2 ;
- QM, débit sortant.

### Régulateur à bilame
Dans ce modèle de régulateur, un bilame est situé dans le flux de sortie d'eau. L'une des extrémités du bilame est reliée à la manette de réglage de la température et l'autre au distributeur. Ce dernier est une pièce mobile située au confluent des flux chaud et froid, qui ouvre d'autant plus l'un des flux qu'il ferme l'autre, en fonction du réglage choisi. Le bilame change d'incurvation en fonction de la température de l'eau en sortie, ce qui modifie la position de la vanne du distributeur. Un changement de température de l'eau en sortie conduit le bilame à s'incurver plus ou moins ; cela change la position du distributeur, qui est calculée dans le sens de compenser la modification de température précédente (p.ex. le robinet peut être conçu de façon qu'une hausse de température conduit à déformer le bilame vers la gauche, ce qui déplace donc le distributeur vers la gauche, fermant un peu plus l'eau chaude qui est placée de ce côté). Un nouvel équilibre s'établit qui stabilise la température. C'est la position de repos du bilame (modifiable par la manette de réglage de la température) qui détermine cette température d'équilibre.

### Régulateur avec élément de cire
Le régulateur thermostatique de cire est basé sur la dilatation d'une cire en fonction de la température. Une entrée d'eau chaude conduit à dilater la cire, qui pousse un vérin dans le sens de la fermeture de l'eau chaude, conduisant ainsi à équilibrer la température.

## Contraintes
Il est indispensable que l'arrivée d'eau chaude se trouve à gauche et l'arrivée d'eau froide à droite, car dans le cas contraire le robinet ne fonctionne pas correctement. Toutefois, il existe certaines marques de robinet qui produisent des mitigeurs inversés, qui fonctionnent avec la convention inverse : eau chaude à droite et eau froide à gauche.
Dans certains cas, l'inversion peut se récupérer en remplaçant la cartouche normale par une cartouche inversée pour eau chaude à droite.

## Usage aux points de puisage finaux
Le robinet thermostatique est une évolution du robinet mitigeur. Par rapport à celui-ci, il apporte un meilleur confort et une sécurité accrue. Il rend indépendantes les actions sur la température d’eau et le débit, ce qui permet de mémoriser la température d’eau entre deux utilisations, de modifier le débit sans intervenir sur la température et surtout d’inclure des systèmes de protection contre les températures élevées et ainsi prévenir des brûlures.

### Système anti-brûlure
Le système anti-brûlure, qui coupe immédiatement le passage de l’eau chaude si l’alimentation en eau froide est coupée accidentellement, est généralement intégré dans le mitigeur thermostatique, mais certains appareils n'en sont pas équipés.
Le tableau ci-dessous donne les temps d'exposition au-delà desquels des brûlures apparaissent :
| Température | Enfants jusqu'à 6 ans | Adultes     |
| ----------- | --------------------- | ----------- |
| 70 °C       | Brûlure instantanée   | 1 seconde   |
| 65 °C       | Brûlure instantanée   | 2 secondes  |
| 60 °C       | 1 seconde             | 5 secondes  |
| 55 °C       | 10 secondes           | 30 secondes |
| 50 °C       | 2 minutes             | 5 minutes   |

## Usage dans les installations thermiques
Dans une installation devant alimenter des réseaux à des températures différentes, l’utilisation de mitigeurs thermostatiques devient indispensable. En raison des contraintes plus importantes, le système est sensiblement différent mais le fonctionnement général reste inchangé :
- la répartition des débits est assurée par une vanne trois voies ;
- la régulation peut se faire par la variation de pression d’un fluide changeant de phase dans un volume fixe.

### Installations de production d'eau chaude sanitaire solaire
L'eau chaude sanitaire est dans ce cas produite à partir d'un chauffe-eau solaire (ou chauffe eau solaire individuel, CESI, dans le cas d'une installation privée domestique ou un chauffe eau solaire collectif). Le but étant de « stocker » un maximum d'énergie pendant les phases productives du champ solaire, il est fréquent que la température de l'eau stockée atteigne des valeurs largement supérieures aux seuils conventionnels.

#### Installations en thermosiphon
Dans les installations solaires avec circulation naturelle (thermosiphon) primaire et chauffe-eau à bain-marie, la température de l’eau sanitaire contenue dans le chauffe-eau peut varier considérablement en fonction du rayonnement solaire et atteindre des valeurs très élevées sur de longues périodes. En plein été, quand les prélèvements sont faibles, l’eau chaude en sortie de chauffe-eau peut dépasser les 90 °C.
| Pression (absolue) | Température d'ébullition |
| ------------------ | ------------------------ |
| 1,0 bar            | 100 °C                   |
| 1,5 bar            | 110 °C                   |
| 2,0 bar            | 120 °C                   |
| 2,5 bar            | 126 °C                   |

Il est prudent de baisser la pression dans le ballon de stockage de l'eau chaude sanitaire d'une installation en thermosiphon pour éviter des hausses inconsidérées de la température interne et y coupler systématiquement un mitigeur thermostatique de sécurité.

#### Installations à circulation forcée
Dans les installations solaires à circulation forcée (circulateur, pompe…), les consignes de coupure peuvent être réglées à des températures plus raisonnables, de l’ordre de 70 °C. Au-delà, l’énergie utilisée ne sert qu’à entretenir les pertes thermiques des ballons de stockage.

### Plusieurs modèles
Le mitigeur thermostatique est un élément indispensable de sécurité en sortie de ballon de production d'eau chaude sanitaire. Cependant, en fonction de l'application (production contrôlée ou non contrôlée), il faut choisir l'appareil adapté.

#### Production à énergie contrôlée
Dans le cas d'une production avec une alimentation contrôlée d'une énergie qu'il n'est pas nécessaire d'accumuler (les énergies classiques telles que l'électricité, le fioul et le gaz), un mitigeur avec un seuil maximum de fonctionnement à 80 °C est suffisant. En effet, le stock d'eau chaude étant produit à la demande suivant une énergie contrôlée, il n'est pas utile de monter plus haut en température.

#### Production à accumulation d'énergie
Dans le cas du bois et du solaire, il devient nécessaire, sous peine de dysfonctionnement rapide de cet élément de sécurité, de choisir un équipement permettant de tenir aux températures élevées. Il faudra choisir un mitigeur supportant des températures allant jusqu'à 100 °C.
Il n'existe pas de mitigeur thermostatique supportant des températures supérieures à 100 °C (parfois 110 °C, mais les prix explosent). Il faudra donc être très prudent lors de l'usage d'un chauffe-eau solaire par thermosiphon : la pression dans le ballon ne devrait pas être supérieure à la pression atmosphérique (1 bar) pour éviter toute montée en température incontrôlée.